# Ogotun
Ogotun (o Ogutun) és una ciutat de Nigèria, a l'estat d'Ekiti, a l'Àrea de Govern Local d'Ekiti South-West Local Government Area. Té menys de cinc mil habitants.
Fou un antic regne dels ekitis, un dels grups iorubes. S'ha mantingut com a regne tradicional sent l'actual rei (Oba) Samuel Oladapo Oyedade, amb el títol d'Ologtun d'Ogotun; pertany a la dinastia Ogbenuote-Soro, i va néixer el 1934. Es va fer famosa perquè a la tardor del 2013 una cabra va donar a llum a un fetus que tenia alguna aparença humana

## Història
Ibadan va posar setge a Efon vers 1851-1852. La ciutat no podia resistir sola i va demanar ajut als veïns però moltes ciutats ja havien estat atacades abans per Ibadan (i més abans per Ilorin) i s'havien debilitat; Ogutun havia estat derrotada per Ibadan que només havia deixat vius 32 persones i un gos en tota la ciutat; ciutats com Aramoko, Ijero i Imesi-Igbodo (avui Okemesi o Okemesi-Ekiti) ja eren molt dèbils. Només Ido-Irapa, Apa-Ipole (ara Ipole-Iloro) i Uwaji (poblacions que pertanyien a Efon) van poder enviar ajut militar però no van poder impedir la caiguda d'Efon en mans d'Ibadan (1854).
El 1862 es va presentar una oportunitat per al regne d'Ijesa d'imposar el seu domini sobre Efon, cosa que ambicionava feia temps. la primera batalla es va lliurar a Ido-Gongo, un suburbi d'Efon (uns 8 km als sud-oest); la guerra va seguir i l'alaaye Oba Ajogede va demanar ajut a les poblacions veïnes d' Ogotun i Imesi-Igbodo (Okemesi); també Ijesa havia enviat missatgers a aquests veïns per procurar la seva neutralitat. Ogotun i Okemesi van anunciar que no volien participar en la guerra i serien neutrals; però l'oba d'Imesi Igbodo (Okemesi), Oba Aponlose, va vulnerar aquest acord i va permetre l'ajut a Efon sota la direcció del seu germà Adesoye(tot i la neutralitat, les dues ciutats eren favorables a Efon) que va aixercar un gran exèrcit, i a Ogotun un cap militar anomenat Osunsami va organitzar una força de voluntaris; altres ciutats van fer el mateix. Forces combinades d'Efon, Uwaji, Apa-Ipole i Ido-Gongo (ciutats satel·lits d'Efon) van marxar contra l'exèrcit d'Ijesa. La població d' Ido-Irapa (ara Ido Ajinnare) un suposat aliat d'Efon, va revelar aquests moviments a Ijesa; Fins i tot en el front de batalla les forces d'Ido-Irapa disparaven "popondo" (mongetes) a les forces d'Ijesa en lloc de les armes de foc que Efon els havia proporcionat.
La guerra fou sagnant i va durar tres anys; després de més d'un any els aliats d'Efon van començar a estar cansats de la guerra i van fer una retirada tàctica cap al sud, en direcció a Ogotun. Efon ja estava molt debilitada i va acabar perdent la batalla. Efon no es va poder salvar del saqueig i destrucció. La ciutat va quedar deserta i molts dels seus habitants van fugir a Ogotun (1863) junt amb Osunsanmi que liderava les forces voluntàries d'aquesta ciutat combatent a Efon. L'exèrcit d'Ijesa va assetjar Ogotun en revenja per la seva ajuda militar a Efon (1864-1865); Ogutun va resistir prop de dos anys fins que els efons que hi havia a la ciutat van fugir i la ciutat es va rendir. Osinsanmi va morir en combat i el seu lloctinent Oliye va fugir a Ikere. Com a revenja per la seva ajuda a Efon, l'exèrcit d'Ijesa va saquejar també Imesi Igbodo i es va emportar tota la riquesa que va poder.
La guerra d'Ekitiparapo es va iniciar el 1877. L'Aliança Ekitiparapo fou formada pel Balogun Fabunmi d'Imesi Igbodo (Okemesi) contra Ibadan. Aquesta guerra va provocar milers de morts, i va anar seguida de la fam que va provocar més morts; la gent havia de menjar herbes i arrels. La guerra va acabar el 1893 i fou popularment coneguda com a Guerra de Kiriji. El 1893 els britànics van imposar la pau a tota Iorubalàndia.